# ویویان رید
ویویان رید (انگلیسی: Vivian Reed؛ ‏ ۱۷ آوریل ۱۸۹۴ – ۱۹ ژوئیهٔ ۱۹۸۹) بازیگر اهل ایالات متحده آمریکا بود.
از فیلم‌هایی که وی در آن‌ها نقش داشته‌است، می‌توان به دختر چهل‌تکه شهر آز و جادوگر شهر از اشاره نمود.